# بولو (طعام)
بولو هو خبز أو كعكة حلوة يهودية ليبية من أصل يهودي مغربي، تشبه المونة أو التيشبشتي أو كعكة الرطل، والتي تصنع تقليديًا على شكل أرغفة أو لفائف و تستهلك كجزء من الوجبة التي تسبق صيام يوم الغفران ، أو كجزء من الإفطار الذي يليه. وهو موجود بشكل شائع اليوم في فرنسا وإسرائيل. يتميز بولو بطعم حلو غني بالسكر والبيض والعسل والزيت والزبيب الذهبي، وغالبًا ما يحتوي على بذور مثل الشمر والسمسم وبذور حبة البركة.
تناولها اليهود المغاربة من قبل تقليديًا خلال شهر تشري العبري، تحديدًا قبل يوم الغفران، وكجزء من وجبة الإفطار الخاصة بهذا اليوم. تتميز هذه الأكلة بمذاق وملمس فريد، يمكن وصفها إما كخبز له طابع كعكة حلوة أو ككعكة لها قوام خبز، إذ تجمع بين الاثنين. كما تُقدَّم أيضًا تقليديًا في احتفالات رأس السنة العبرية. وقد انتشرت شعبيتها من المطبخ اليهودي الليبي إلى نظيره التونسي، ووصلت كذلك إلى المطبخين اليهودي الفرنسي والإسرائيلي، بفضل التواجد الكبير لليهود الليبيين في هذين البلدين.

## النسخة اليهودية التونسية
لدى اليهود التونسيين نسختهم الخاصة من البولو بسبب قربهم من اليهود الليبيين. يستخدم هذا النوع مسحوق الخبز بدلاً من الخميرة كعامل تخمير، وهو مشابه للبولو اليهودي الليبي ولكن مع إضافة قشر البرتقال واللوز المفروم.